# Wari (entreprise)
Pour les articles homonymes, voir Wari.
Wari est une plateforme numérique de services financiers et commerciaux, créée en 2008 à Dakar par Kabirou Mbodje, Seyni Camara, Malick Fall et Cheikh Tague.
En 2019, Wari est présent dans 62 pays, à travers 500 000 points de vente,. 212 millions de personnes utilisent ses services. En 2022, l'entreprise n'est plus active au Sénégal.

## Histoire
Wari est fondée en juillet 2008 à Dakar au Sénégal par Kabirou Mbodje, Seyni Camara, Malick Fall et Cheikh  Tague. Rapidement, l'entreprise se développe dans le pays puis sur tout le continent. En 2015, elle emploie 230 salariés.
En 2017, Wari intègre la « commission Afrique » de la Chambre de commerce américaine, qui a notamment pour mission d’aider les entreprises africaines dans leur projet d’internationalisation.
En 2017, Wari annonce l’acquisition de Tigo, le deuxième opérateur de téléphonie mobile du Sénégal, qu’elle rachète à Millicom,,. Finalement, Millicom annule la vente de Tigo. L’affaire est portée en justice après la cession de Tigo à Saga Africa Holdings Limited. Millicom et Wari déposent tous deux une demande d’arbitrage auprès de la Cour internationale de la Chambre de commerce internationale de Paris.

## Services
L'offre de Wari permet de réaliser de nombreux paiements auprès d'institutions ou d'entreprises, de recevoir sa pension de retraite, une bourse, un gain provenant de jeux et loterie, et d'accéder à des systèmes d'informations ou d'assurances. Il permet d'effectuer des paiements sans compte, ni carte bancaire, au profit d'autres particuliers ou d'e-commerçants.
En 2017, 212 millions de personnes utilisent les services Wari,.
En 2019, Wari dispose de plus de 500 000 points de vente à travers le monde. Elle est présente dans 62 pays…
Wari est, avec Western Union, l'un des services de transfert d'argent les plus appréciés au Sénégal, selon plusieurs enquêtes publiées en 2012 et 2015. En 2018, selon le Fonds d'équipement des Nations unies (UNCDF), Orange Money et Wari sont les services de transfert d’argent les plus utilisés en milieu rural.

## Contentieux avec Millicom
En 2017, Millicom et Wari ont saisi la Cour internationale d’arbitrage sur le dossier Tigo, l’opérateur téléphonique sénégalais vendu dans un premier temps à Wari par Millcom avant que ce dernier ne le cède à un consortium emmené par Xavier Niel. Le PDG de Wari, qui a aussi demandé l'annulation d'un décret autorisant la vente de la licence Tigo par Millicom au consortium Africa Holdings Limited, est débouté de ses demandes,.